# Supernollan
Supernollan (engelska: The Jerk) är en amerikansk långfilm från 1979 i regi av Carl Reiner, med Steve Martin, Bernadette Peters, Catlin Adams och Mabel King i rollerna. Steve Martin fick sitt genombrott i denna film som den smått efterblivne Navin Johnson. Bernadette Peters spelar Marie, kvinnan som Navin förälskar sig i.

## Rollista
| Steve Martin          | – Navin Johnson   |
| Bernadette Peters     | – Marie           |
| Catlin Adams          | – Patty Bernstein |
| Mabel King            | – Mamma           |
| Richard Ward          | – Pappa           |
| Dick Anthony Williams | – Taj             |
| Bill Macy             | – Stan Fox        |
| M. Emmet Walsh        | – Madman          |
| Dick O'Neill          | – Frosty          |
| Maurice Evans         | – Hobart          |
| Helena Carroll        | – Hester          |
| Renn Woods            | – Elvira          |